# Monument à Muslim Magomayev
Le monument à Muslim Magomayev (azéri : Müslüm Maqomayevin abidəsi) est un monument qui représente le chanteur Muslim Magomayev. Il se situe dans le Parc maritime de Bakou, la capitale de l'Azerbaïdjan.

## Histoire
Le 12 mars 2020, le président d'Azerbaïdjan, Ilham Aliyev, signe un édit pour l'érection d'un monument dédié à Muslim Magomayev dans la ville de Bakou. Les autorités de la ville ainsi que le Ministère de la Culture d'Azerbaïdjan reçoivent des instructions en ce sens.
La cérémonie d'inauguration du monument a lieu le 17 août 2022 dans le parc maritime de Bakou. Le président d'Azerbaïdjan Ilham Aliyev, le vice-président Mehriban Aliyeva, l'épouse du chanteur Tamara Sinyavskaya et Farhad Badalbayli assistent à la cérémonie.

## Description
L'auteur du monument est le sculpteur et artiste du peuple de la république d'Azerbaïdjan Omar Eldarov. Le monument est en bronze. Sa hauteur est de 2 mètres.